# Manaosella
Manaosella, monotipski biljni rod iz porodice katalpovki smješten u tribus Bignonieae. Jedina je vrsta M. cordifolia,  južnoamerička lijana iz Bolivije, Brazila i Venezuele

## Opis
Lijane. Opisan je u Archivos do Jardim Botânico do Rio de Janeiro 9: 83. 1949.

## Sinonimi
- Alsocydia cordata Mart. ex DC.; Prodr. [A. DC.] 9: 163 (1845), nom. inval.
- Bignonia cordifolia DC.; Prodr. [A. DC.] 9: 162 (1845)
- Bignonia platydactyla Barb.Rodr.; Vellosia 1: (1888)
- Manaosella platidactyla (Barb.Rodr.) J.C.Gomes; Arquiv. Jard. Bot. Rio de Janeiro 9: 85 (1949)
- Stizophyllum cordifolium (DC.) Miers; Proc. Roy. Hort. Soc. London 3: 198 (1863)

## Vanjske poveznice
- WFO, Perianthomega vellozoi Bureau